# 셔네이 그라임스
셔네이 그라임스(Shenae Grimes, 1989년 10월 24일 ~ )는 캐나다의 배우이다.

## 출연 작품
- 더 레이크 (2018)
- 슈가 (2013)
- 엠파이어 스테이트 (2013)
- 스크림 4G (2011)
- 데드 라이크 미: 라이프 애프터 데스 (2009)
- 90210 (2008-13)
- 트루 컨페션스 오브 어 할리우드 스타렛 (2008)
- 픽쳐 디스 (2008)